# Чартофф, Роберт
Роберт Чартофф (англ. Robert Chartoff; 26 августа 1933, Нью-Йорк, США — 10 июня 2015, Санта-Моника, Калифорния, США) — американский кинопродюсер, первый крупный успех ему принёс фильм «Рокки», в котором Сильвестр Сталлоне сыграл главную роль, а также написал сценарий.

## Биография
Роберт Чартофф родился в еврейской семье 26 августа 1933 года в городе Нью-Йорк штата Нью-Йорк. Его отец — Уильям Чартофф, профессиональный музыкант, игравший в Нью-йоркской филармонии, мать — Бесси Раппапорт.  В 1955 году окончил Юнион-колледж, затем школу права в Колумбийском университете.

## Карьера
Продюсировал 40 фильмов, большинство из них вместе с Ирвином Уинклером.

## Личная жизнь
Был три раза женат. От первого брака с Филис Рафаель трое детей, Дженифер, Уильям и Джули. Во второй раз женился на британской актрисе Ванессе Ховард (1948—2010), брак продлился с 1970 по 1983 год, у них был сын Чарли. С третьей женой, Дженни Уэйман-Кокл (Jenny Weyman-Cockle) был вместе с 1992 года до своей смерти. В этом браке родилась дочь Миранда.
Сын Уильям Чартофф (родился 15 марта 1963 года) также продюсер. Вместе с отцом участвовал в съёмках фильмов «Raging Bull», «Рокки Бальбоа», «Механик».
Умер 10 июня 2015 года от рака поджелудочной железы у себя дома в Санта-Монике, штат Калифорния.

## Фильмография
- В упор Point Blank (1967)
- Делёж The Split (1968)
- Загнанных лошадей пристреливают, не правда ли? They Shoot Horses, Don't They? (1969)
- Leo the Last (1970)
- The Strawberry Statement (1970)
- Believe in Me (1971)
- The Gang That Couldn't Shoot Straight (1971)
- Новые центурионы The New Centurions (1972)
- Thumb Tripping (1972)
- Механик The Mechanic (1972)
- Up the Sandbox (1972)
- Busting (1974)
- S*P*Y*S (1974)
- Игрок The Gambler (1974)
- Peeper (1975)
- Побег Breakout (1975)
- Рокки Rocky (1976)
- Торговцы грёзами Nickelodeon (1976)
- Нью-Йорк, Нью-Йорк New York, New York (1977)
- Валентино Valentino (1977) (executive producer)
- Comes a Horseman (1978) (executive producer)
- Uncle Joe Shannon (1978)
- Рокки 2 Rocky II (1979)
- Бешеный бык Raging Bull (1980)
- Тайны исповеди True Confessions (1981)
- Рокки 3 Rocky III (1982)
- Парни что надо The Right Stuff (1983)
- Пиво Beer (1985)
- Рокки 4 Rocky IV (1985)
- Рокки 5 Rocky V (1990)
- Разговор начистоту Straight Talk (1992)
- In My Country (2004)
- Рокки Бальбоа Rocky Balboa (2006) (executive producer)
- Механик The Mechanic (2011)
- Буря The Tempest (2010)
- Игра Эндера (фильм) Ender's Game (2013)[источник не указан 3340 дней]
- Игрок The Gambler (2014)
- Scarpa (2015)
- Сон в летнюю ночь A Midsummer Night's Dream (2015)
- Крид: Наследие Рокки Creed (2015)

## Награды и номинации
- 1977  премия «Оскар» за фильм «Рокки» (вместе с Уинклером)
- 1981 — номинация на «Оскар» за фильм «Бешеный бык» (вместе с Уинклером)
- 1984 — номинация на «Оскар» за фильм «Парни что надо» (вместе с Уинклером)
- Также два раза номинировался на Razzie Award за худший фильм — «Рокки 4» (1986 год) и «Рокки 5» (1991 год)